# Saw (videogioco)
Saw è un videogioco horror sviluppato da Brash Entertainment e prodotto da Konami, basato sulla omonima serie cinematografica.

## Modalità di gioco
Il gioco presenta molti riferimenti ai vari film ma non seguirà nessuna delle storie raccontate in essi. Inoltre, supporta la presenza di due finali alternativi: libertà o verità.
Saw, ispirato chiaramente all'omonima serie cinematografica, sembra imboccare correttamente questo sentiero ideale fin dalla prima scena, che vede il protagonista, il Detective Tapp, all'interno di una sorta di manicomio, con la testa intrappolata nell'iconica trappola per orsi rovesciata (simbolo della serie cinematografica), mettendo subito il giocatore sulle spine e immergendolo nel vivo del gioco, per salvare il proprio alter ego è necessario infatti premere in sequenza dei tasti).
Ben presto Tapp si accorge di non essere il solo rinchiuso in quel luogo angusto, molto simile a un manicomio in degrado. In più, quel che è peggio, egli scopre che il suo carceriere non è altro che lo stesso riabilitatore a cui da sempre dà la caccia, famoso per aver indotto le sue vittime ad automutilarsi, suicidarsi o a uccidere altri malcapitati senza mai fare ricorso alla violenza in prima persona: Jigsaw.
Lo scopo del gioco, di fatto, è la risoluzione di continui enigmi percorrendo in lungo e in largo il manicomio, onde evitare che le persone care al protagonista, anch'esse intrappolate, possano essere uccise o costrette al suicidio.

### Finali
Alla fine del gioco, Tapp si trova faccia a faccia con Jigsaw, che gli dà una chiave che gli consente di aprire una delle due porte che si trovano nella biblioteca. Tapp vi ritorna e si ritrova a scegliere tra la porta della Libertà e quella della Verità. Se il giocatore sceglie la libertà, Tapp smetterà di dare la caccia a Jigsaw, mentre per il finale della verità verrà soddisfatto dalla sua richiesta di catturarlo, ma a un prezzo.
- Libertà: Tapp fugge fuori dal manicomio, liberando al contempo tutti quelli che erano imprigionati. Sulla stampa, Tapp viene ricordato come un eroe, ma non potendo superare l'ossessione che ha per Saw, si suicida nel suo appartamento, permettendo a Saw di continuare i suoi giochi di vita o morte. Il sequel conferma questo finale, in quanto Tapp è fuggito dal manicomio e si è tolto la vita.
- Verità: Tapp vede una figura incappucciata che ricorda Saw, così si avventa su di essa e la picchia brutalmente, ma scopre poi che si tratta di Melissa Sing, una vittima salvata in precedenza da Tapp, e su di essa appare un nastro che rivela che Melissa era stata incaricata da Saw per tenere Tapp vivo e assicurarsi che seguisse le sue regole: l'enigmista aveva infatti rapito suo figlio e fatto tacere Melissa in modo da non svelare l'idea di Saw. Nel tentativo di fuggire da Tapp, Melissa prova a sbarrare una porta, ma appare un fucile che la uccide alla stessa maniera di suo marito Stephen. Tapp soffre di crisi mentale e viene gettato in un autentico manicomio dove crede di fare ancora i giochi di Saw.

## Curiosità
- Il finale Libertà mostra Jigsaw continuare i suoi test di vita o morte dopo la morte di Tapp. Questo finale è risultato canonico in quanto Tapp è considerato morto nel memorial della polizia in Saw V. Inoltre, nel sequel Saw II - Flesh & Blood viene confermato che egli era morto suicida.